# Sala Clementina

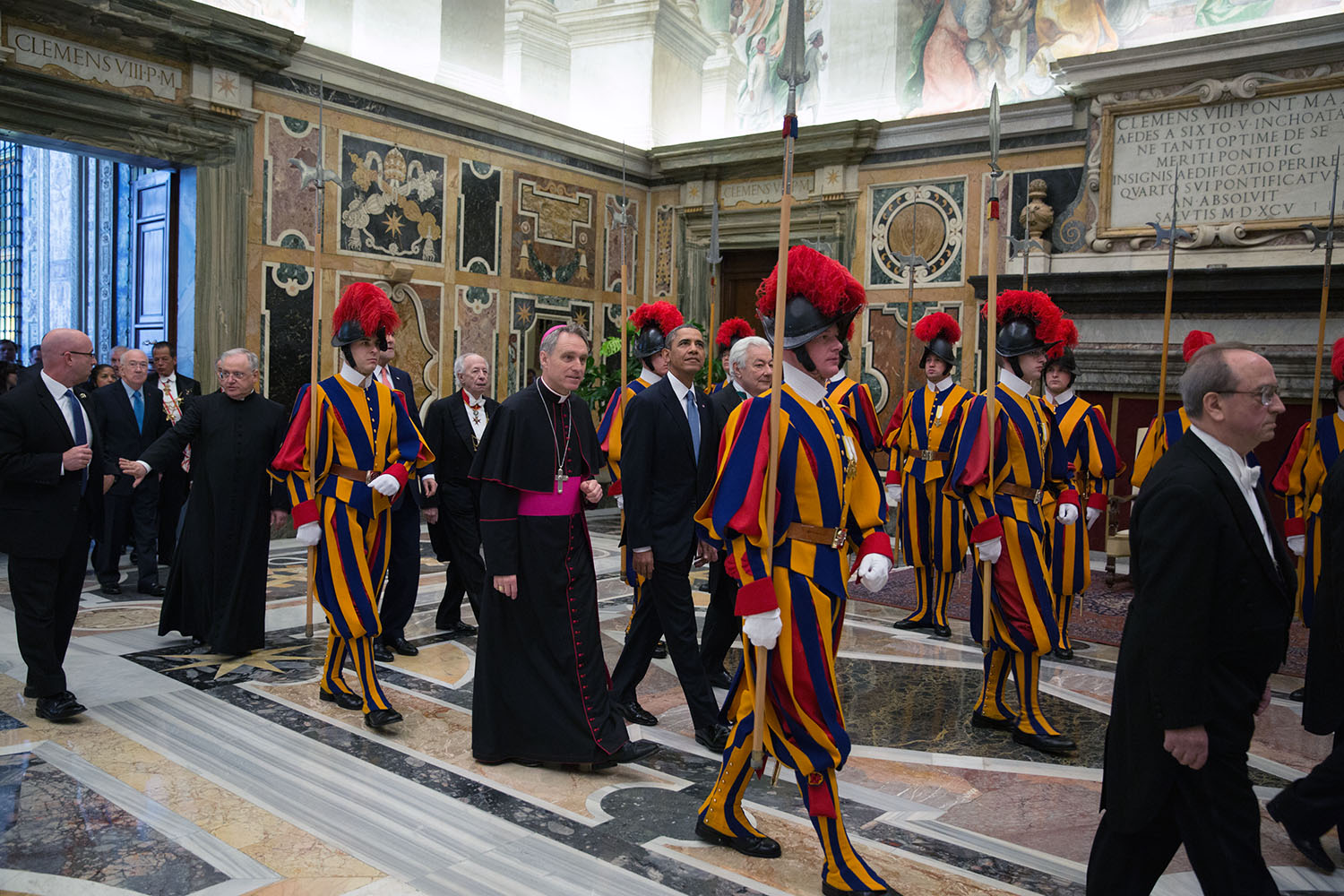
Erzbischof Georg Gänswein und Preäident Barack Obama in der Sala Clementina

Die Sala Clementina ist ein Saal des Apostolischen Palastes in der Nähe des Petersdoms in der Vatikanstadt. Papst Clemens VIII. ließ ihn zu Ehren des Heiligen Clemens, des dritten Nachfolgers des Heiligen Petrus, im 16. Jahrhundert errichten. Der Saal ist mit Renaissance-Fresken und wertvollen Kunstwerken ausgestattet. Er wird vom Papst unter anderem als Empfangsraum genutzt.